# Chotín
Chotín (in ungherese Hetény) è un comune della Slovacchia facente parte del distretto di Komárno, nella regione di Nitra.